# Marcus D'Almeida
Marcus Vinicius Carvalho Lopes D'Almeida (Río de Janeiro, 30 de enero de 1998) es un arquero brasileño que compite con arco recurvo. En 2021, se convirtió en subcampeón mundial de Tiro con Arco, asegurando la primera medalla brasileña en la historia de la modalidad. En febrero de 2023, se convirtió en el primer brasileño en liderar el ranking mundial de tiro con arco en su categoría, el arco recurvo.
En los Juegos Panamericanos de 2019, ganó la medalla de plata, perdiendo solo ante el canadiense Crispin Duenas, medallista de bronce en el Campeonato Mundial de Tiro con Arco de 2013, por un ajustado puntaje de 6x4.
En los Juegos Olímpicos de Tokio 2020, cuando venció al holandés Sjef van den Berg (número 8 del torneo) y avanzó a los octavos de final, obtuvo el mejor resultado de un arquero brasileño en la historia del tiro con arco en los Juegos Olímpicos. Fue eliminado en octavos de final por el italiano Mauro Nespoli, quien finalizó con la plata olímpica en esta competencia. Nespoli acertó todas las flechas en la parte más central de la diana (siempre consiguiendo 9 o 10 puntos).
En 2021, D'Almeida se coronó subcampeón del mundo de la modalidad en Yankton, Estados Unidos. Hizo historia al ganar la primera medalla en la historia de Brasil en el Campeonato Mundial de Tiro con Arco.
En junio de 2022 alcanzó el 4° lugar en el ranking mundial, luego de ganar la etapa de París de la Copa del Mundo, donde derrotó a tres campeones olímpicos, dos de ellos surcoreanos.
En febrero de 2023, se convirtió en el primer brasileño en liderar el ranking mundial de tiro con arco en su categoría, el arco recurvo.
En agosto de 2023 obtuvo su segunda medalla consecutiva en el Campeonato del Mundo, un bronce, garantizándose también su plaza en los Juegos Olímpicos de 2024.
En septiembre de 2023 obtuvo el mayor título de su carrera, al proclamarse campeón de la final de la Copa del Mundo de Tiro con Arco, derrotando al surcoreano Lee Woo-seok por 6-4.
En junio de 2024, 1 mes antes de los Juegos Olímpicos, obtuvo una medalla de plata en la etapa del Mundial que se desarrolló en Antalya, Turquía, perdiendo la final ante el tres veces campeón mundial surcoreano Kim Woo-jin en el desempate.
En los Juegos Olímpicos de 2024 en París, tuvo problemas en la fase de clasificación y sólo se clasificó en el puesto 17. Esto llevó a una "final anticipada" entre Marcus, número uno del mundo, y el surcoreano Kim Woo-Jin, número dos del mundo, en octavos de final. Kim Woo-Jin estuvo prácticamente perfecto, acertando casi todas sus flechas en el centro, venciendo a Marcus 6-1 y luego convirtiéndose en el medallista de oro de la competencia.

## Galería

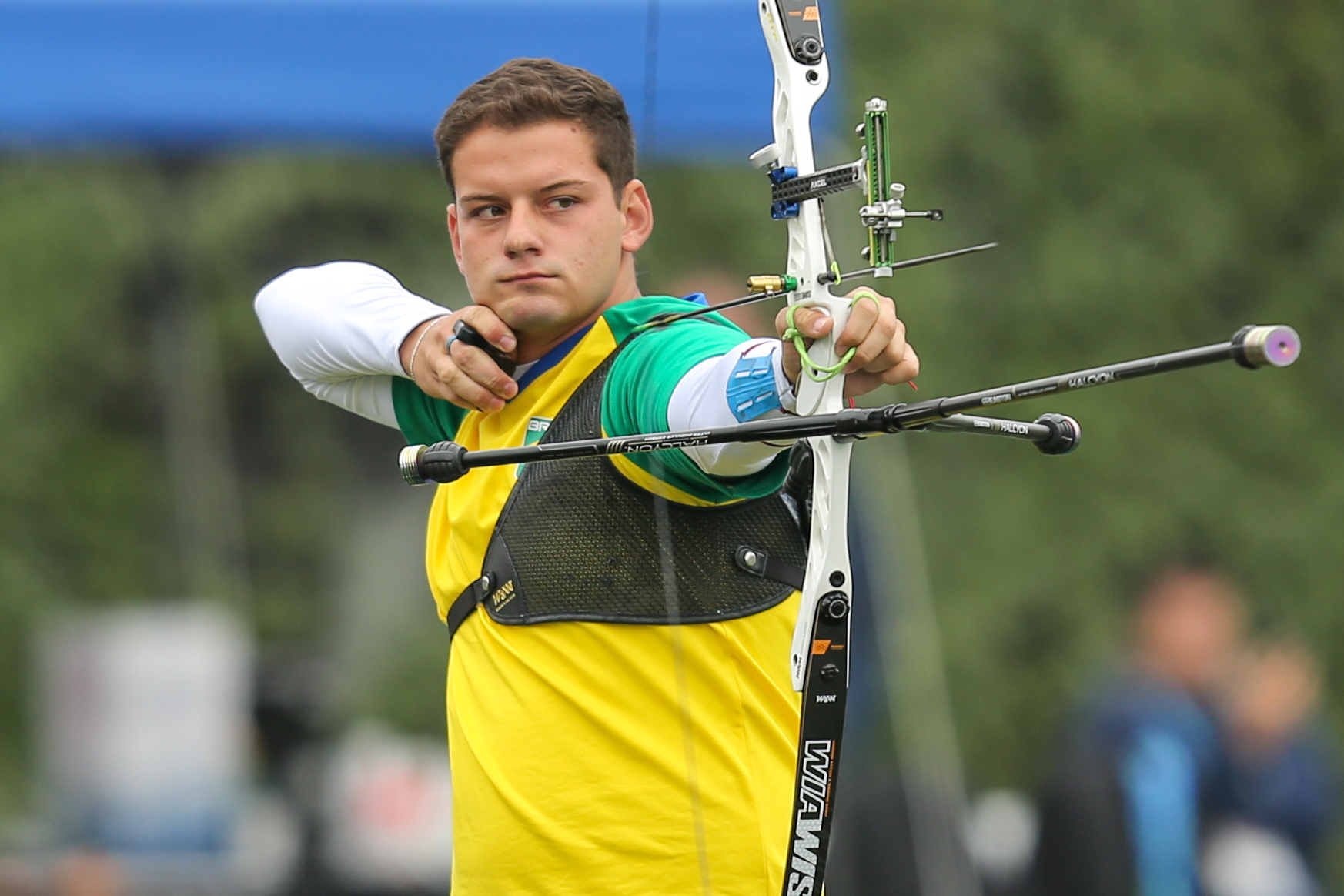
Marcus D'Almeida durante la prueba de tiro con arco recurvo en los Juegos Panamericanos Lima 2019.
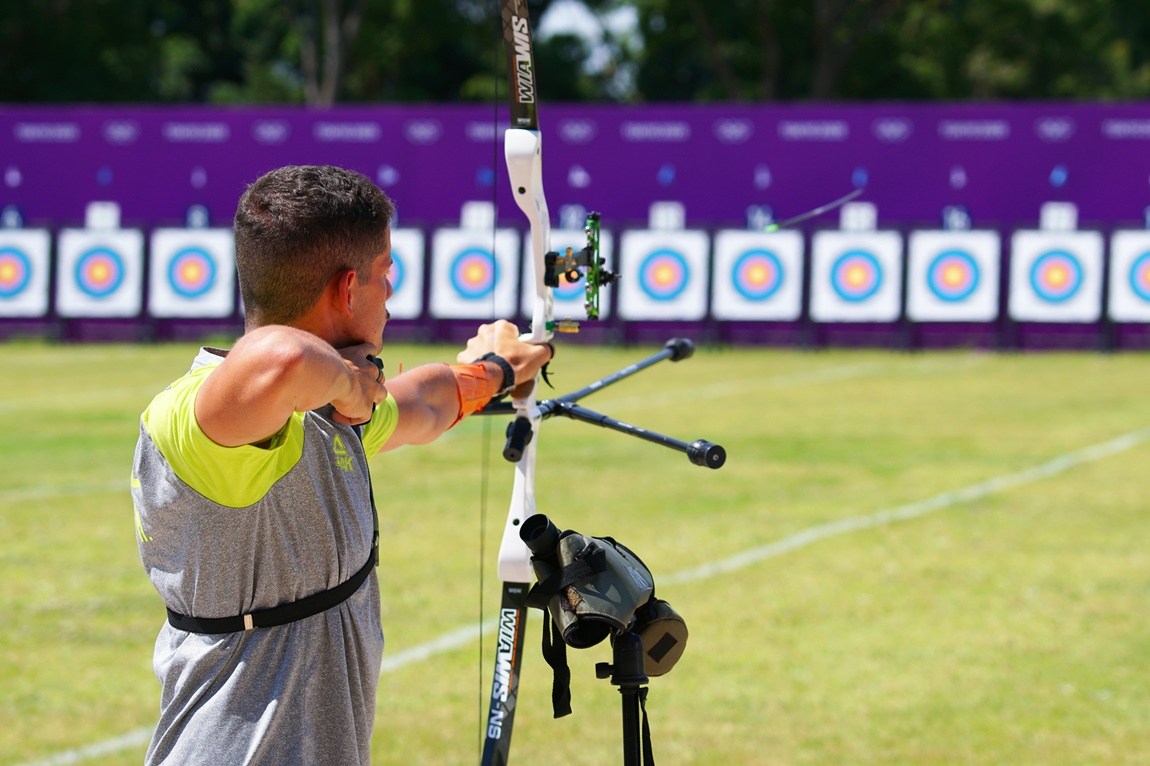
Marcos D'Almeida en los Juegos Olímpicos de Tokio